# Malanowo Stare
Malanowo Stare (do 31 grudnia 2002 Stare Malanowo) – wieś w Polsce położona w województwie mazowieckim, w powiecie sierpeckim, w gminie Mochowo. Ma status sołectwa. Leży nad Skrwą.
| SIMC    | Nazwa           | Rodzaj    |
| ------- | --------------- | --------- |
| 0571560 | Chmieleszczyzna | część wsi |
| 0571576 | Gaje            | część wsi |

W latach 1975–1998 miejscowość administracyjnie należała do województwa płockiego. 1 stycznia 2003 nastąpiła zmiana nazwy wsi ze Stare Malanowo na Malanowo Stare.